# Кита (гора)
Кита (яп. 北岳 кита дакэ) — японская гора, расположенная на острове Хонсю, входит в состав хребта Акаиси; вторая по высоте гора Японии (3192 м, уступает Фудзи). Сложена осадочными горными породами. Кита также является самой высокой невулканической горой страны. Она включена в сборники 100 знаменитых гор Японии, 100 новых знаменитых гор и растений Японии и 100 знаменитых гор префектуры Яманаси, и вместе с горами Аино и Нотори образует «Три белоснежных пика» (яп. 白峰三山 сиранэ сандзан). У подножия Киты берёт начало речка Норогава (яп. 野呂川), приток Хаякавы (яп. 早川 хаякава).
Восточный пологий склон горы — популярное место восхождения на Киту. Имеется туристическая инфраструктура: в деревне Хирокавара находится туристическая база, 70 % посетителей которой планируют восхождение на Киту; рядом с вершиной расположено два горных коттеджа вместимостью по 150 человек каждый.

## История

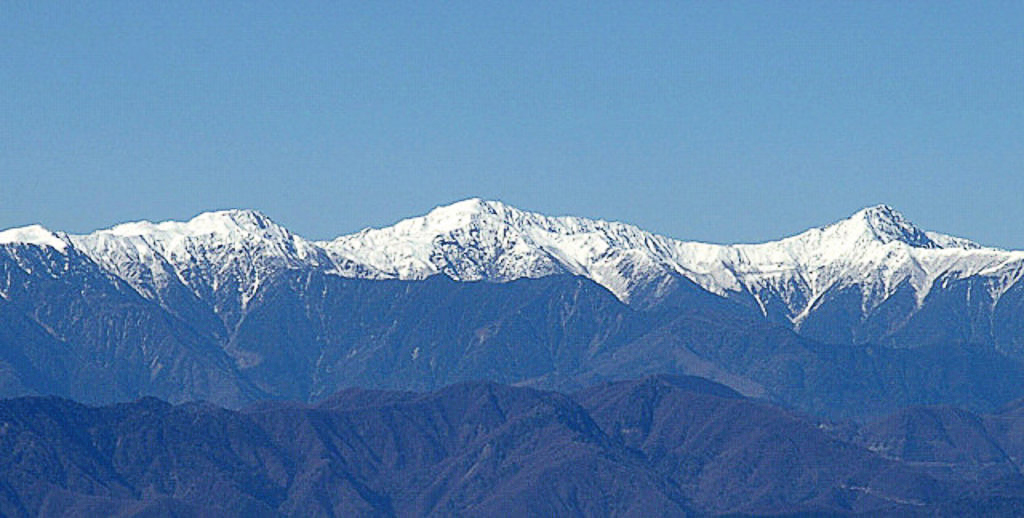
Вид на «Три белоснежных пика» с горы Кэнаси; слева направо: Нотори, Аино, Кита

Кита относится к группе Симанто (яп. 四万十層群 симанто со:гун) и представляет собой меланж известняков и базальтов
В 1908 году основатель Японской альпинистской организации Усуй Кодзима (яп. 小島烏水) обнаружил у вершины каменное святилище с надписью «7 год эпохи Кансэй» (1795 год). В хорографическом трактате периода Эдо Каи кокуси упомянут «обращённый на север высочайший из трёх белых пиков», то есть, гора Кита. В эту же эпоху горы Фудзи, Кита и хребет Яцуга, как самые высокие из известных в то время вершин, считались священными как место обитания ками.
«Три белоснежных пика» неоднократно упомянуты в литературе: в поэтической антологии Кокинсю X века (в переводах фигурирует как «Белая гора»), в эпосе Повесть о доме Тайра и других произведениях
| Средневековый японский                                           | Современный японский | Чтение | Перевод на русский Ирины Иоффе                                                                                |
| ---------------------------------------------------------------- | --- | --- | --- |
| おしからぬ 命なれども きょうまでぞ つれなきかいの しらねをもみつ | 惜しい命ではないが、 今日まで恥知らずにも生きてきたかいがあって、 今まで見る機会に恵まれなかった 甲斐の白根を見ることができたよ | Осий иноти дэ ва най га, кё: мадэ хадзисирадзу ни мо икитэ кита каи га аттэ, има мадэ миру кикай ни мэгумарэнакатта каи но но сиранэ о миру кото га дэкита ё | Пенять не пристало на то, что прожита жизнь в заботах бесплодных, если было тебе дано видеть в Каи пик Сиранэ |

Первое восхождение было совершено Наоэ Натори (яп. 名取直江) в 1871 году по согласованию с местными властями. В 1902 году Киту покорил английский миссионер Уолтер Уэстон, в 1905 году Куро Датэ (яп. 伊達九郎) прошёл по хребту между Нотори, Аино и Китой. В 1924 году у подножия Киты была построена горная хижина для альпинистов.
Первое восхождение на заснеженную Киту было совершено в 1925 году четырьмя членами Японской альпинистской организации. В дальнейшем фокус внимания альпинистов сместился на более трудное восхождение на склон с контрфорсом, первое из них произошло двумя годами позднее. После того, как 1 июня 1964 года горы хребта Акаиси оказались в составе новообразованного национального парка, все они попали под особую охрану государства. В 1980 году был открыт перевал Китадзава, по которому к Ките приезжают автобусы с альпинистами и туристами, а двумя годами ранее открыта горная вилла, вмещающая до 150 человек. На горе был организован тригонометрический пункт третьего класса и точно измерена её высота. В 1988 году гору Кита покорил наследный принц Нарухито.

## Флора и фауна

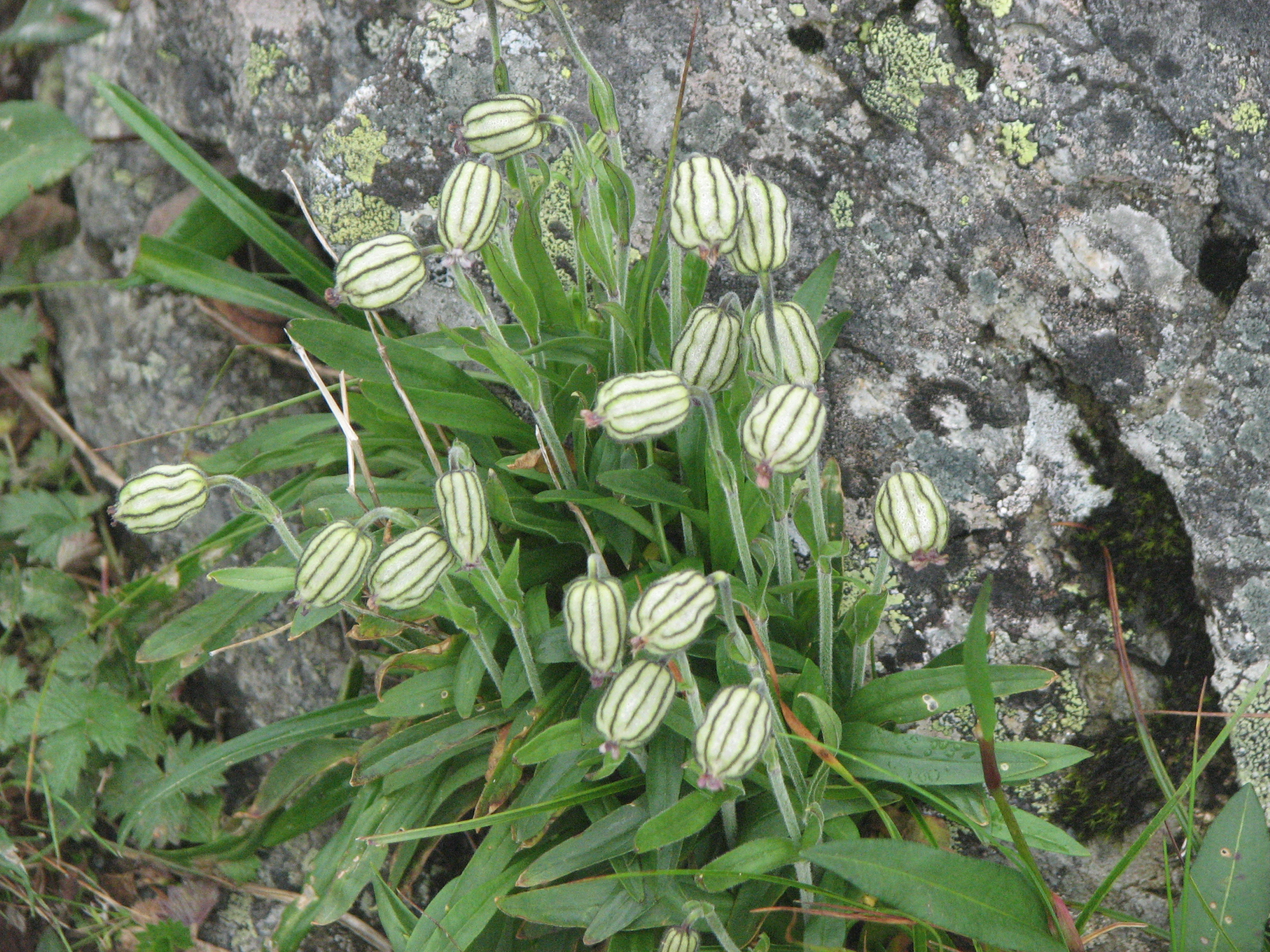
Смолёвка Silene uralensis у горной тропы на Ките

На влажных склонах горы Кита растут такие субальпийские виды как кедровый стланник, тсуга разнолистная, пихта Вича, брусника, каменная берёза, лиственница тонкочешуйчатая. Альпийские растения представлены пастушьей сумкой, аконитом, лютиком Ranunculus japonicus, полынью ёмоги, критически уязвимый вид смолёвки Silene uralensis. На известняковом юго-восточном склоне произнастает эндемик горы — каллиантемум hondoense, которому угрожает несанкционированный сбор.
В кедровом стланнике живут тундряная куропатка, кедровка, а также критически уязвимая (в Яманаси) альпийская завирушка. На высоте от 1000 до 2600 метров обитает японский сероу. Подвид горностая Mustela erminea nippon устраивает норы в расщелинах горы. Альпийский пояс населяют японские макаки.
В 2008 году пятнистый олень причинил большой ущерб альпийским растениям горы Кита, и на следующий год Министерство окружающей среды Японии создало комиссию по предотвращению подобных инцидентов в дальнейшем, которая составила план действий, воплощённый в 2010 году.